# الطريق الوطنية رقم 14 (المغرب)
الطريق الوطنية رقم 14 هي طريق وطنية تربط بين طانطان وبوكراع، ويبلغ طولها الإجمالي 334 كلم.